# Micreremus florens
Micreremus florens är en kvalsterart som beskrevs av Sandór Mahunka 1983. Micreremus florens ingår i släktet Micreremus och familjen Micreremidae. Inga underarter finns listade i Catalogue of Life.